# Pieter Nason
Pieter Nason (Amsterdam, 1612 – L'Aja, tra il 1688 e il 1691) è stato un pittore olandese.

## Biografia
Ritrattista e pittore di nature morte, visse ad Amsterdam fino al 1638, poi all'Aia nel 1639, divenne decano della gilda nel 1654, 1657 e nel 1658, nel momento in cui si istituiva in città la nuova confraternita della Confrerie Pictura.

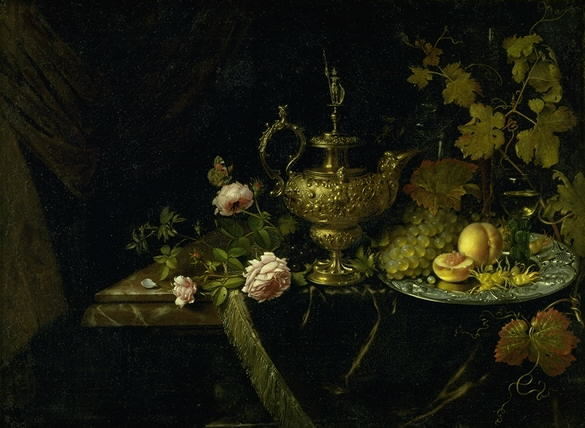
Natura morta, Statens Museum for Kunst, Copenaghen

I suoi ritratti, tra cui il Ritratto d'uomo del 1648, ora al Museo Nazionale di Varsavia, il ritratto di Guglielmo  Federico conte di Nassau del 1662, ora al Mauritshuis dell'Aja, un Ritratto di Uomo e Ritratto di Donna del 1668  al Museo Boijmans Van Beuningen di Rotterdam, Ritratto del Principe d'Orange del Metropolitan Museum of Art di New York, rivelano l'ascendente del suo maestro Jan van Ravesteyn.
Nason divenne pittore di corte a Berlino nel 1666. I suoi ritratti, raffinati ed eleganti prefigurano già il secolo successivo; mentre le sue nature morte, composte con oggetti preziosi, ricordano lo stile di Nicolaes Eliaszoon Pickenoy e di Giuseppe Meda.